# 沃夫基夫 (佩列梅什利亞內區)
49°37′17″N 24°35′48″E / 49.62139°N 24.59667°E
沃夫基夫（烏克蘭語：Вовків），是烏克蘭西部的村莊，隸屬利維夫州的利維夫區。該村處於馬魯什卡河畔，始建於1440年，面積2.88平方公里，海拔高度278米，2022年人口460。